# Gilbertolus
Gilbertolus is een geslacht van straalvinnige vissen uit de familie van de spilzalmen (Acestrorhynchidae).

## Soorten
- Gilbertolus alatus (Steindachner, 1878)
- Gilbertolus atratoensis Schultz, 1943
- Gilbertolus maracaiboensis Schultz, 1943